# Нарушения прав человека при подавлении белорусских протестов (2020)
Подавление белорусских протестов 2020 года сопровождалось систематическими нарушениями прав человека на всех этапах процесса задержания, включая повсеместное применение чрезмерной силы и пыток, отказ в медицинской помощи и изнасилования. Жестокое обращение с задержанными привело к ряду смертей.
Фонд по правам человека  и Всемирная организация против пыток подняли вопрос о классификации этих событий как преступлений против человечности .
В  заявлении Управления ООН по правам человека (1 сентября 2020) было упомянуто более 450 задокументированных случаев пыток и жестокого обращения с задержанными, включая сексуальное насилие и изнасилование.

## Фон
9 августа 2020 года, сразу после выборов президента Беларуси 2020 года, которые белорусская оппозиция сочла сфальсифицированными, в Минске и других крупных городах Беларуси начались протесты. Первоначально было арестовано более 3000 протестующих , в течение следующих двух дней было арестовано ещё столько же, что привело к аресту в общей сложности около 7000 протестующих.

## Показания жертв и свидетелей
По данным УВКПЧ, изнасилованиям и другим формам сексуального, гендерного и психологического насилия подвергались как мужчины, так и женщины, содержавшиеся под стражей
По свидетельству спецкора «Медузы» Максима Солопова, в СИЗО «Окрестина» задержанных ставили на колени, руки — за голову и голова — на полу, в течение нескольких часов непрерывно избивали их, и только потом развели по камерам. Задержанных мужчин раздевали и заставляли лечь на землю. Камера, где содержались он и другие задержанные (всего 45 человек), имела площадь около 8 квадратных метров и не имела надлежащей вентиляции.
По данным издания Tut.by со ссылкой на многочисленных жертв и свидетелей полицейского насилия, задержанным отказывали в медицинской помощи, даже если у них были открытые раны и черепно-мозговые травмы.  По словам очевидца, полиция грозила изнасилованием дубинкой при отказе назвать пароль для разблокировки смартфона. Женщин-заключённых таскали за волосы, насильно стригли и угрожали групповым изнасилованием. Другие жертвы сообщали, что задержанных неоднократно пытали слезоточивым газом и электрическим током, а в некоторых случаях их использовали в качестве мебели, ставя на колени.
Некоторых задержанных  избивали одновременно от восьми до десяти полностью экипированных сотрудников милиции, при этом им приказывали лечь и держать руки за головой. Избиения могли сопровождаться унизительными действиями, такими как стрижка волос задержанных и приказание их съесть. Задержанных заставляли говорить, что они любят ОМОН, и петь государственный гимн Беларуси. Если в личных вещах задержанных находили «подозрительные» предметы (медицинские перчатки, респираторы, ножи любого размера, заколки), полиция считала таких людей «организаторами» и «координаторами» протеста и применяла к ним большее насилие. Врачам неоднократно отказывали в просьбах освободить задержанных, находившихся в тяжёлом состоянии.
Как сообщает издание Tut.by со ссылкой на анонимного медицинского работника Минского военного госпиталя, 9 и 10 августа в госпиталь поступило около 60 пациентов с огнестрельными ранениями, нескольким из них потребовалась искусственная вентиляция легких, у многих пациентов, доставленных в военный госпиталь, были тяжелые проникающие ранения туловища и груди.
По данным журналистки Naviny.by, задержанные женщины подвергались неоднократным избиениям и унижениям со стороны женского персонала на Окрестина.
В интервью Naviny.by бывший задержанный на Окрестина свидетельствовал об отказе в помощи умирающим и больным диабетом. В камере площадью 30 квадратных метров содержалось около 124 человек, в которой они находились до 24 часов, при этом им отказывали в воде в течение 15 часов. При поступлении задержанных в следственный изолятор не проводилось описи имущества, их личные вещи, в том числе и деньги, могли быть похищены. Было замечено, что некоторые задержанные выходили с Окрестина без обуви.
По данным сотрудников Минской клинической больницы скорой медицинской помощи, большинство госпитализированных протестующих получило огнестрельные ранения и взрывные травмы, в наиболее тяжелых случаях — ампутации травмированных конечностей. У доставленных в больницу из следственного изолятора «Окрестина» задержанных были диагностированы закрытые черепно-мозговые травмы, сотрясения мозга, сильные ушибы головы и туловища, тяжёлые намеренные переломы рук, травмы прямой кишки.
11 августа Артём Важенков и Игорь Рогов, члены организации «Открытая Россия», приехавшие в Минск для наблюдения за выборами, были задержаны милицией и доставлены в следственный изолятор на Окрестина. В своём интервью Радио Свободная Европа они свидетельствовали о словесной и физической агрессии со стороны персонала.
Задержанным пронумеровали маркером одежду, после чего к ним обращались только по номерам. Некоторым задержанным номер рисовали на теле.
В видеоролике телеканала Current Time TV освобождённые задержанные свидетельствовали об обращении с ними как с животными, жестокое обращение со стороны милиции включало групповые изнасилования и угрозы убийства, жестокие избиения, пытки холодной водой, лишение пищи и воды в течение более 48 часов и принуждение подписать протокол задержания под угрозой пыток.
16-летнего задержанного госпитализировали в состоянии искусственной комы после того, как его жестоко избили и пытали электрическим током, одного из задержанных изнасиловали дубинкой в анус.
Бывший задержанный, которого первоначально перевезли в РУВД Советского района, свидетельствовал, что около 80 человек были выстроены там вдоль стены и вынуждены были стоять в течение 24 часов с руками за головой, включая тех, у кого были сломаны руки, и которым отказывали в медицинской помощи. Их избивали и угрожали расстрелом сотрудники полиции, сидеть им разрешалось только ночью в общей сложности 15 минут. В РУВД Партизанского района задержанных (всего около 30 человек) жестоко избивали, отводили в подвал и несколько раз заставляли петь гимн Беларуси. В РУВД Московского района задержанную, обвинённую в  «координации протеста», положили  в коридоре на пол, залитый кровью и рвотой, и пригрозили отрезать дреды. Следственный изолятор в Жодине отличался более мягкими условиями содержания, так, переведенным туда задержанным впервые за три дня дали еду.
Сергей Дылевский, рабочий-сталевар Минского тракторного завода, помогавший доставлять пострадавших в больницу, свидетельствовал о потере глаза после избиения  одним из освобождённых из-под стражи.
В РУВД Ленинского района Гродно задержанную беременную ударили кулаком в живот, после чего ей потребовалась госпитализация, которую в полиции посчитали возможной только при условии приковывания беременной наручниками к кровати. В больнице у неё диагностировали разрыв кисты и провели операцию, которая в итоге привела к потере беременности.

## Нарушения порядка ареста и суда

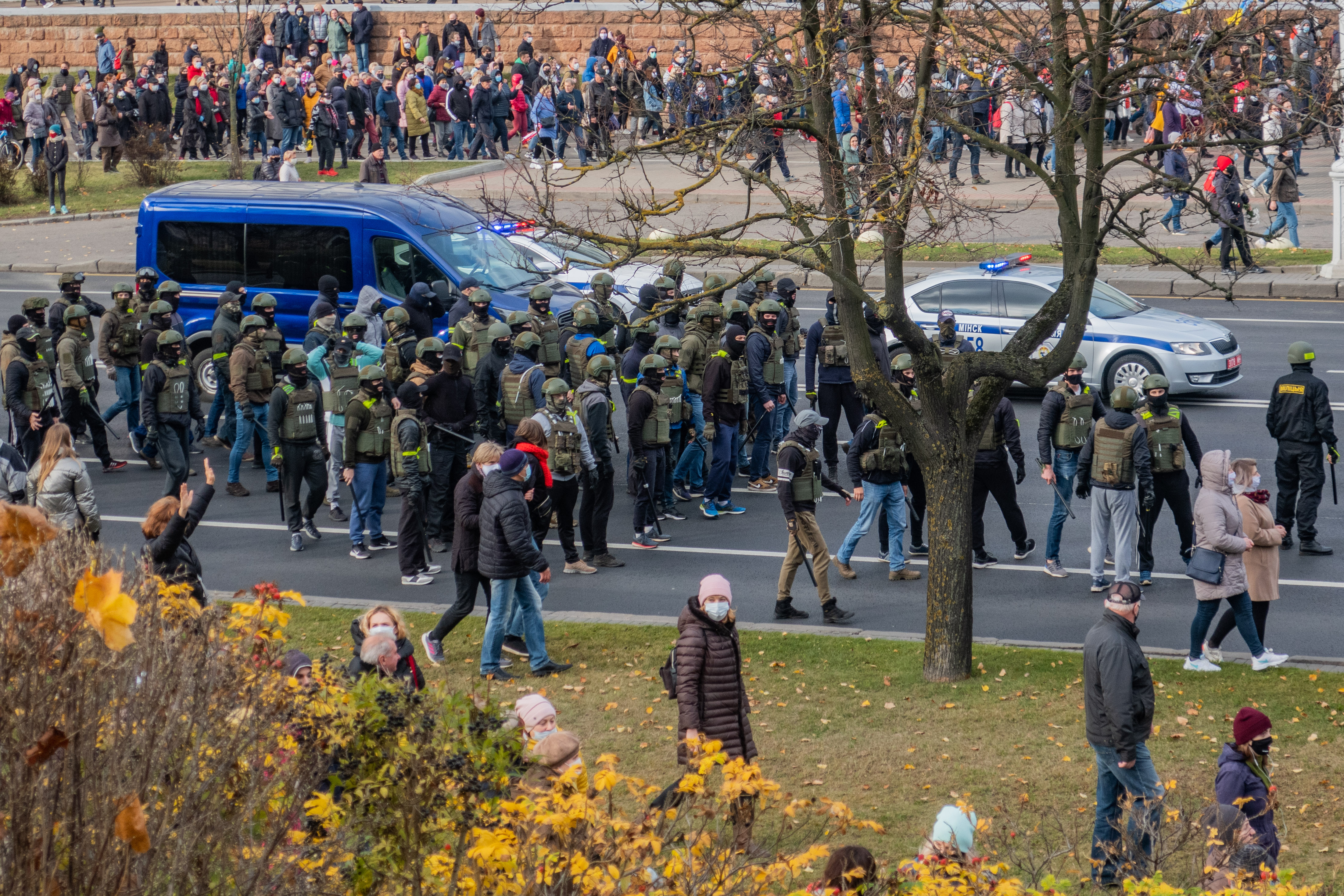
Группа неопознанных вооруженных солдат в повседневной одежде, бронежилетах и касках с полицейскими дубинками (на дороге). Минск, 1 ноября 2020 г.

### Нарушения процедуры ареста
Аресты протестующих часто проводились людьми в масках или балаклавах и без документов, некоторые из них были в гражданской одежде и бронежилетах.  Их принадлежность часто было невозможно установить. Использование сотрудников милиции в штатском признал министр внутренних дел Юрий Караев, что нарушало документ ОБСЕ по массовым политическим собраниям, требованием которого является лёгкая опознаваемость полицейских.
Министерство внутренних дел заявило, что  случаи арестов без представления (фамилия, звание, должность должностного лица) и объяснения причин ареста, как того требует белорусского законодательства, были оправданы «насущной необходимостью». Арест Марии Колесниковой  сравнивали с похищением.
Принудительные проверки мобильных телефонов у прохожих проводились без санкции прокурора или суда. Найденные в телефоне фотографии с акций протеста или подписка на антилукашенковские Telegram-каналы служили причиной задержания.
Непротестующие (прохожие, велосипедисты, журналисты и наблюдатели за выборами) могли быть задержаны на избирательных участках.

### Нарушения судебной процедуры
Судебные процессы над задержанными были крайне упрощёнными и короткими, зачастую проводившимися прямо в следственном изоляторе, задержанных сотрудники полиции дубинками заставляли вставать на колени перед судьями и не смотреть на них. В некоторых случаях имена судей не объявлялись, и приговор зачитывался без судьи. Многие судебные процессы проходили за закрытыми дверями.
В полицейских протоколах была допущена путаница имён, мест и обстоятельств, что не принимались во внимание судьями, а несогласных с полицейскими протоколами и отказывающихся их подписывать могли избить. Наблюдательница за выборами, задержанная на избирательном участке, была осуждена на основании протокола, в котором утверждалось, что через 2 часа после задержания она выкрикивала антиправительственные лозунги в другом месте Минска. Задержанному российскому туристу были предъявлены обвинения за участие в акции протеста в двух разных частях Минска одновременно. Известно как минимум о трёх подобных случаях с участием журналистов: сначала им предъявили обвинение на основании одного полицейского отчета, но после того, как они заявили, что в указанное время задержания находились в другом месте, их обвинили и осудили на основании другого отчета. Женщину в Минске признали виновной, единственным доказательством послужила фотография из социальной сети.
Свидетели обвинения, если таковые имелись, давали показания удаленно (с помощью видеосвязи), анонимно или под измененными именами, а их лица иногда были закрыты масками или балаклавами. В сентябре министр внутренних дел Юрий Караев предложил белорусскому парламенту легализовать такую практику в целях повышения безопасности сотрудников милиции.
Адвокаты защиты свидетельствовали о намеренном сокрытии местонахождения их клиентов и о необъявленном начале судебных процессов.
Судья Заводского района Минска  в своём решении указала, что наличие договора с адвокатом является доказательством вины.

## Внутренняя и международная реакция
- 14 августа 2020 заместитель министра внутренних дел Александр Барсуков опроверг применение пыток со стороны силовиков[63]. 16 августа министр внутренних дел Юрий Караев заявил, что все случаи превышения полномочий будут расследованы после стабилизации ситуации в стране[64]. 17 августа президент Беларуси Александр Лукашенко признал, что некоторые из задержанных на Окрестина были избиты, но отметил, что это были только те, кто пытался напасть на сотрудников Окрестина[65].
- 20 августа 2020 года государственный секретарь США Майк Помпео выступил с заявлением, в котором осудил насилие, применяемое против мирных демонстрантов, и жестокое обращение с задержанными.[66]
- 21 августа в заявлении Верховного комиссара ООН по правам человека было отмечено, что, несмотря на освобождение большинства задержанных, серьезные опасения относительно пропавших без вести протестующих и обвиняемых в уголовных преступлениях всё ещё существуют. В заявлении подчеркивалось отсутствие информации о статусе задержанных и содержался призыв к немедленному освобождению незаконно задержанных лиц[67].

## Внешние ссылки
- Истории насилия в поисках справедливости в Беларуси (книга) Архивировано 9 мая 2021 года.